# Triangle de la Burle
Pour les articles homonymes, voir Burle.
Le triangle de la Burle est le nom donné à une zone géographique en France en référence au triangle des Bermudes. Un nombre d'accidents d'avions supérieur à la normale s'y seraient prétendument produits. Elle se situe approximativement entre le mont Mézenc, le Puy en Velay et le massif du Pilat.

## Liste des accidents
- Nuit du 3 au 4 novembre 1943, Marcols-les-Eaux. Un bombardier anglais Handley Page Halifax s'écrase, 7 morts sur les 8 membres d'équipage[1],[2].
- Le 13 mai 1948, vers 18 heures, Saint-Bauzile. Un avion s'écrase faisant 4 victimes dont Kathleen Kennedy Cavendish, la sœur de John Fitzgerald Kennedy[3].
- Le 31 décembre 1964, vers 09 heures, deux avions militaires français, des F-100, se percutent puis s'écrasent alors qu'ils volaient à basse altitude, en formation de trois, au départ de la base de Lahr (Allemagne). Les victimes sont le lieutenant Jacques Marie et le sergent-chef Guy Flamant[4].
- Le 21 janvier 1971, Mézilhac. Un « Nord 262 » s'écrase avec 14 membres du commissariat à l'énergie atomique à bord, 21 morts au total[1],[5],[6],[7].